# Xylobium hyacinthinum
Xylobium hyacinthinum là một loài thực vật có hoa trong họ Lan. Loài này được (Rchb.f.) Gentil miêu tả khoa học đầu tiên năm 1907.

## Hình ảnh

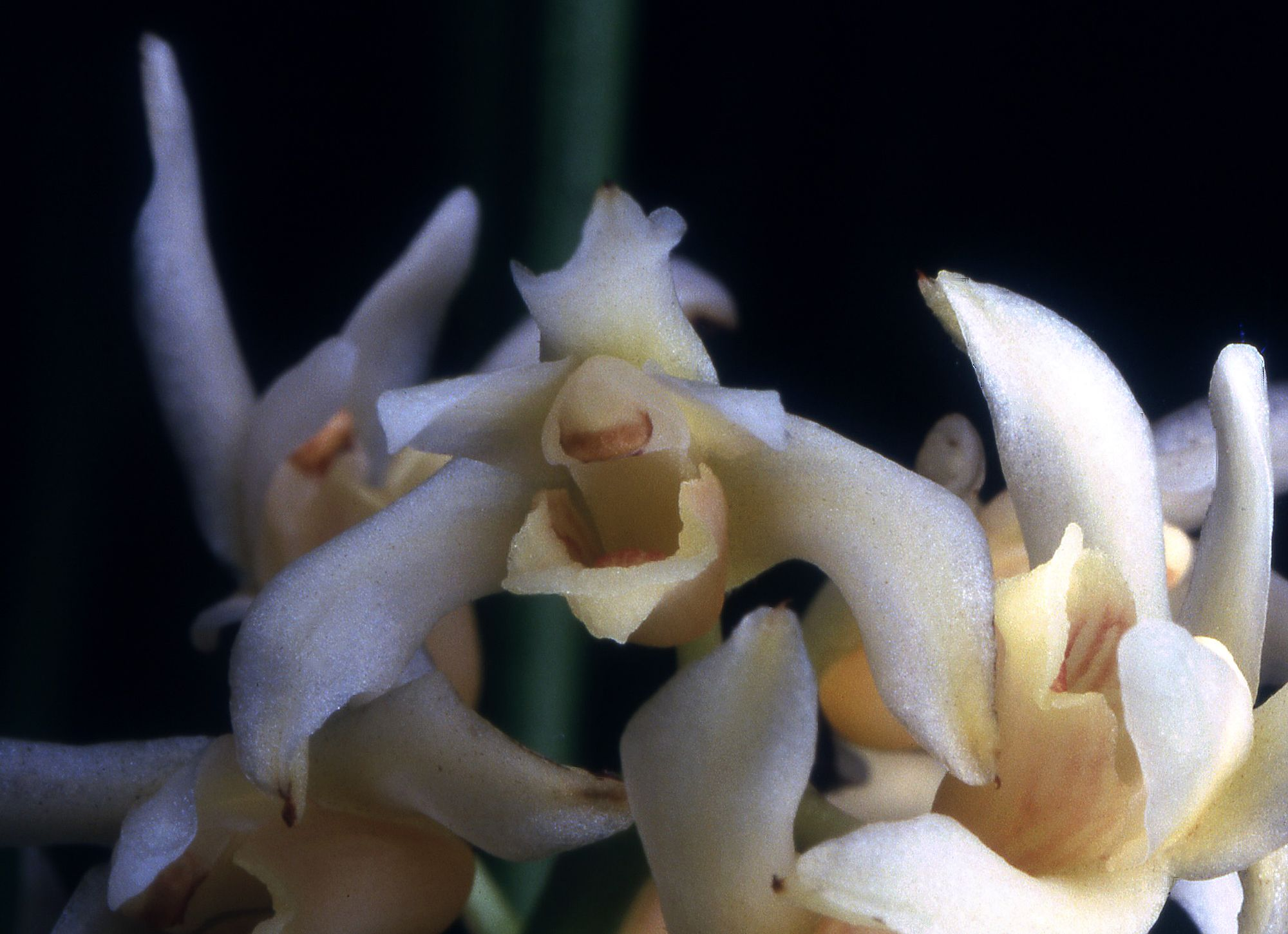
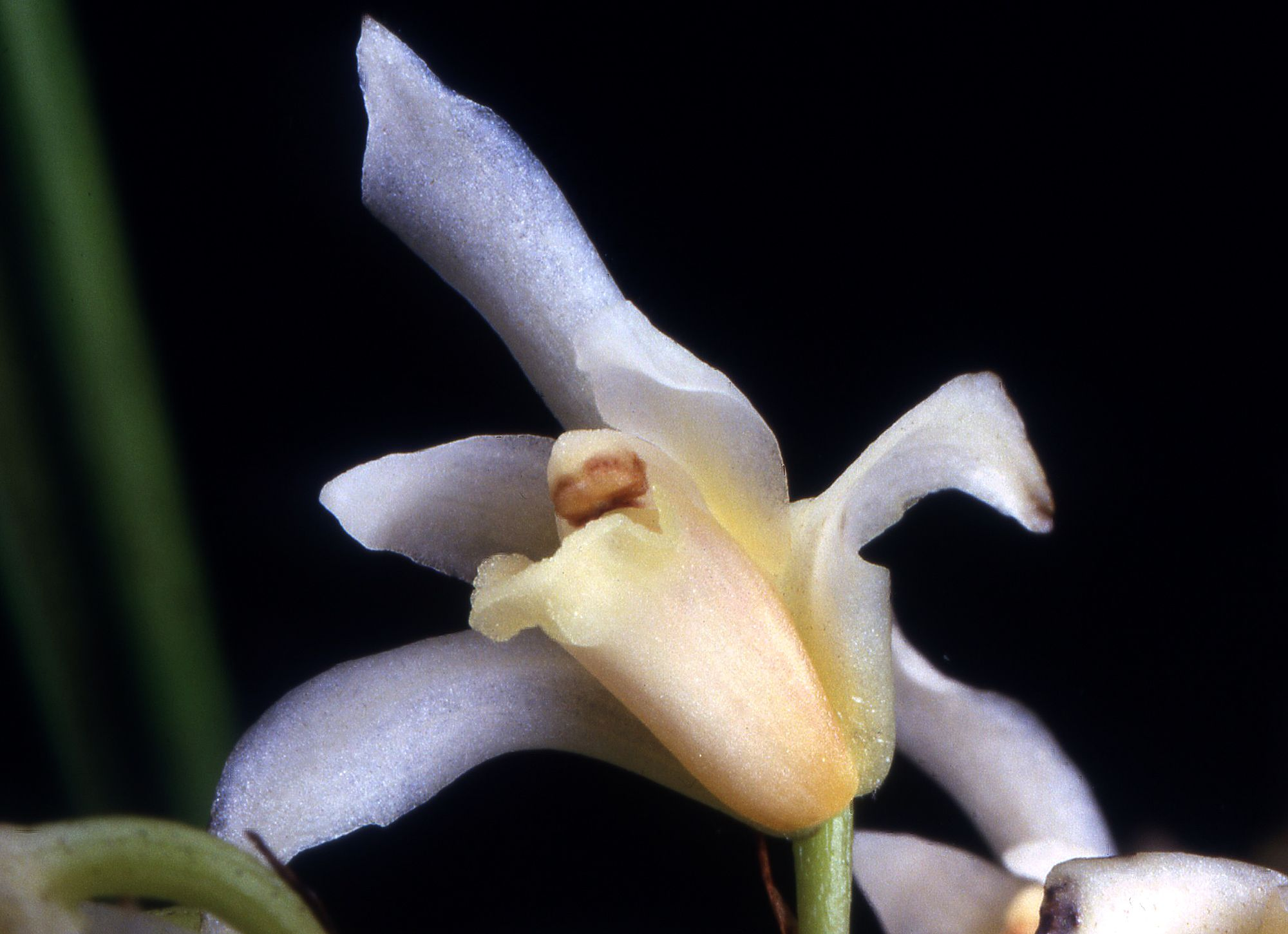